# Walter Jakob
Walter Jakob (1975) es un actor, dramaturgo y director argentino nacido en Buenos Aires. La mayor parte de su carrera se centra en el teatro, pero también es conocido por sus papeles en películas como Historias extraordinarias de Mariano Llinás, Los Paranoicos de Gabriel Medina y La ronda de Inés Braun.
Jakob estudió en la Universidad del Cine durante los años 1990, al mismo tiempo que se formó mirando películas, según él: «Durante años miré una por día, como mínimo». En el teatro ha colaborado fracuentemente con Agustín Mendilaharzu, junto a quien ha dirigido las obras Los talentos (2010-2014), La edad de oro (2011) y Velada Fantomas (2014).

## Filmografía
- Männerpension (1996)  (Alemania)
- La escala Benzer (2007) (cortometraje)
- Historias extraordinarias (2008)
- La ronda (2008)
- Los Paranoicos (2008)
- Torino (2010)
- Cinco (2010)
- La mañana de Navidad (2012) (cortometraje)
- Elefante blanco (2012)
- Vidrios (2013)
- Un sueño recurrente (2013) (cortometraje)
- El loro y el cisne (2013)
- Barroco (2013)
- El escarabajo de oro (2014)
- Dos disparos (2014)
- Error 404 (2016)  (cortometraje)
- Maldito Seas Waterfall! (2016)
- Centauro (2017) (cortometraje)
- La vendedora de fósforos (2017)
- La educación del rey (2017)
- Al acecho (2019)
- Respira (2020)
- Por el dinero (2020)
- La estrella roja (2021)
- Argentina, 1985 (2022)
- Bill 79 (2023)
- Alemania (2023)

## Televisión
- Praxis Bülowbogen (1987)
- Faust (1997)
- Las huellas del secretario (2013)
- La verdad (2015)
- Bs. As. bajo el cielo de Orión (2015)
- En viaje (2017)